# 普蘭卡米拉山
47°37′58.98″N 14°0′15.93″E / 47.6330500°N 14.0044250°E

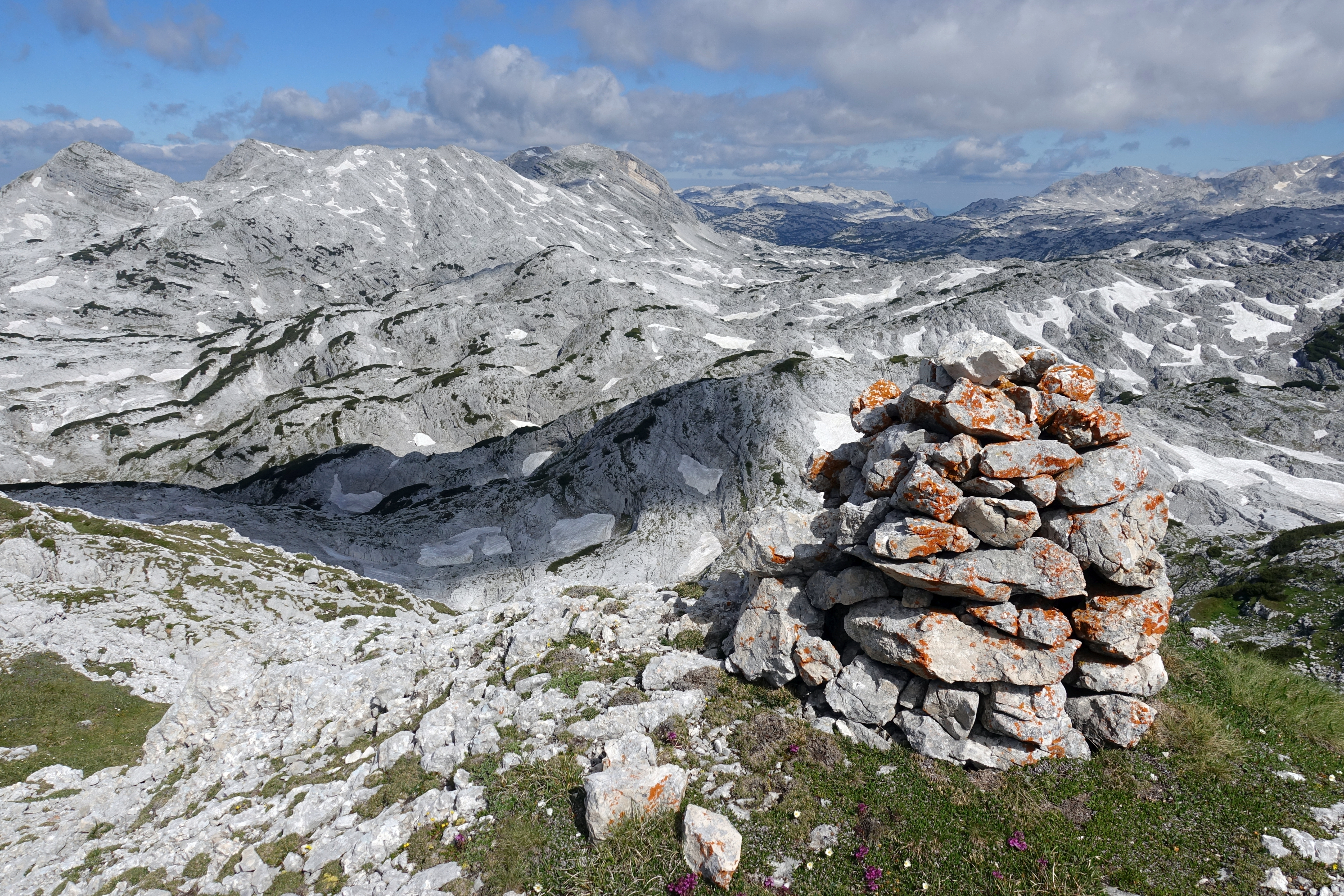
普蘭卡米拉山

普蘭卡米拉山（德語：Plankamira），是奧地利的山峰，位於該國東南部，由施泰爾馬克州負責管轄，屬於托特斯山脈的一部分，海拔高度2,178米，在冬季是受歡迎的滑雪地點。